# Mistrz Świętej Weroniki

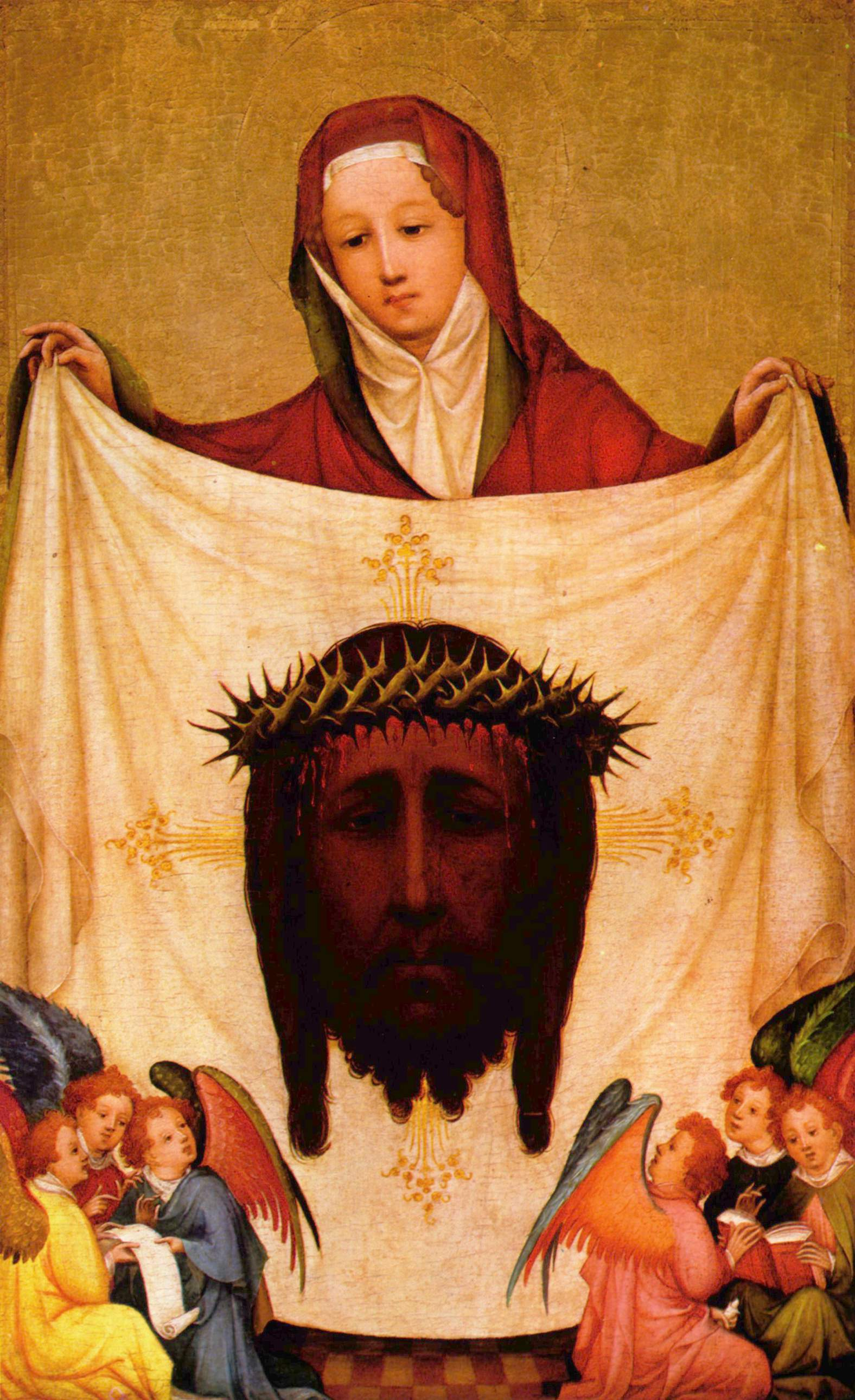
Mistrz Świętej Weroniki: Święta Weronika z chustą, ok. 1420. Monachium, Stara Pinakoteka

 Mistrz Świętej Weroniki (niem. Meister der Heiligen Veronika) – anonimowy malarz działający na przełomie XIV i XV w. w Kolonii, przedstawiciel tzw. szkoły kolońskiej - grupy malarzy działających w tymże mieście w okresie dojrzałego i późnego gotyku. Swój przydomek zawdzięcza obrazowi Święta Weronika namalowanego w 1420 roku dla kolońskiego kościoła Św. Seweryna, obraz ten jak pozostałe dzieła przypisywane artyście łączone są z gotyckim stylem pięknym.
O życiu artysty nie wiadomo nic. Zważając na styl dzieł przypisywanych Mistrzowi Św. Weroniki twórca prawdopodobnie zaznajomił się z burgundzką i francuską sztuką dworską z uwzględnieniem malarstwa książkowego. Jednocześnie podobnie jak inni ówcześni kolońscy artyści m.in. Stephan Lochner, autor malowideł ołtarza Św. Klary (obecnie w katedrze kolońskiej) w swoich inspiracjach nie sięgali wyłącznie do wpływów sztuki zachodnich sąsiadów (Francja, Burgundia, Niderlandy) lecz także do miejscowej tradycji malarskiej podtrzymywanej w surowych zasadach cechów miejskich.
Mistrz Świętej Weroniki malował głównie niewielkie obrazy tablicowe i tryptyki do indywidualnej dewocji. W tychże dziełach w większości zaliczanych do kategorii przedstawień dewocyjnych dostrzegalny jest mistyczny wymiar wizerunków, jednakże pozbawionych dramatycznej ekspresji charakterystycznej dla mistyki wczesnogotyckiej. U Mistrza Św. Weroniki ekspresję zastępuje wdzięk i elegancja choć tematyka dzieł kolońskiego anonima oscyluje wokół Narodzin i Pasji Chrystusa.

## Dzieła
- Mąż Boleści z Maryją i Świętą Katarzyną (ok. 1400-20) w Koninklijk Museum voor Schone Kunsten w Antwerpii
- Tryptyk w Kreuzlingen (ok. 1400) w kolekcji Heinza Kistersa, (Kreuzlingen, Szwajcaria)
- Madonna i Dzieciątko z kwiatem grochu (ok. 1400) w Germanischen Nationalmuseum w Norymberdze
- Tryptyk z Madonną z kwiatem wyki (1410–1415) w Wallraf-Richartz-Museum & Fondation Corboud w Kolonii.
- Mała Kalwaria (ok. 1410) w Wallraf-Richartz-Museum
- Święta Weronika (ok. 1420) z kościoła Św. Seweryna w Kolonii obecnie w Starej Pinakotece w Monachium